# 查尔斯·J·吉特奥
查尔斯·J·吉特奥（英語：Charles Julius Guiteau；1841年9月8日—1882年6月30日），美国作家、律師，生於伊利诺伊州弗里波特，曾於1880年美国总统选举期間幫詹姆斯·艾布拉姆·加菲尔德助選。1881年7月2日因謀官失敗刺殺了時任美国总统詹姆士·艾布拉姆·加菲爾。1882年被處以绞刑。

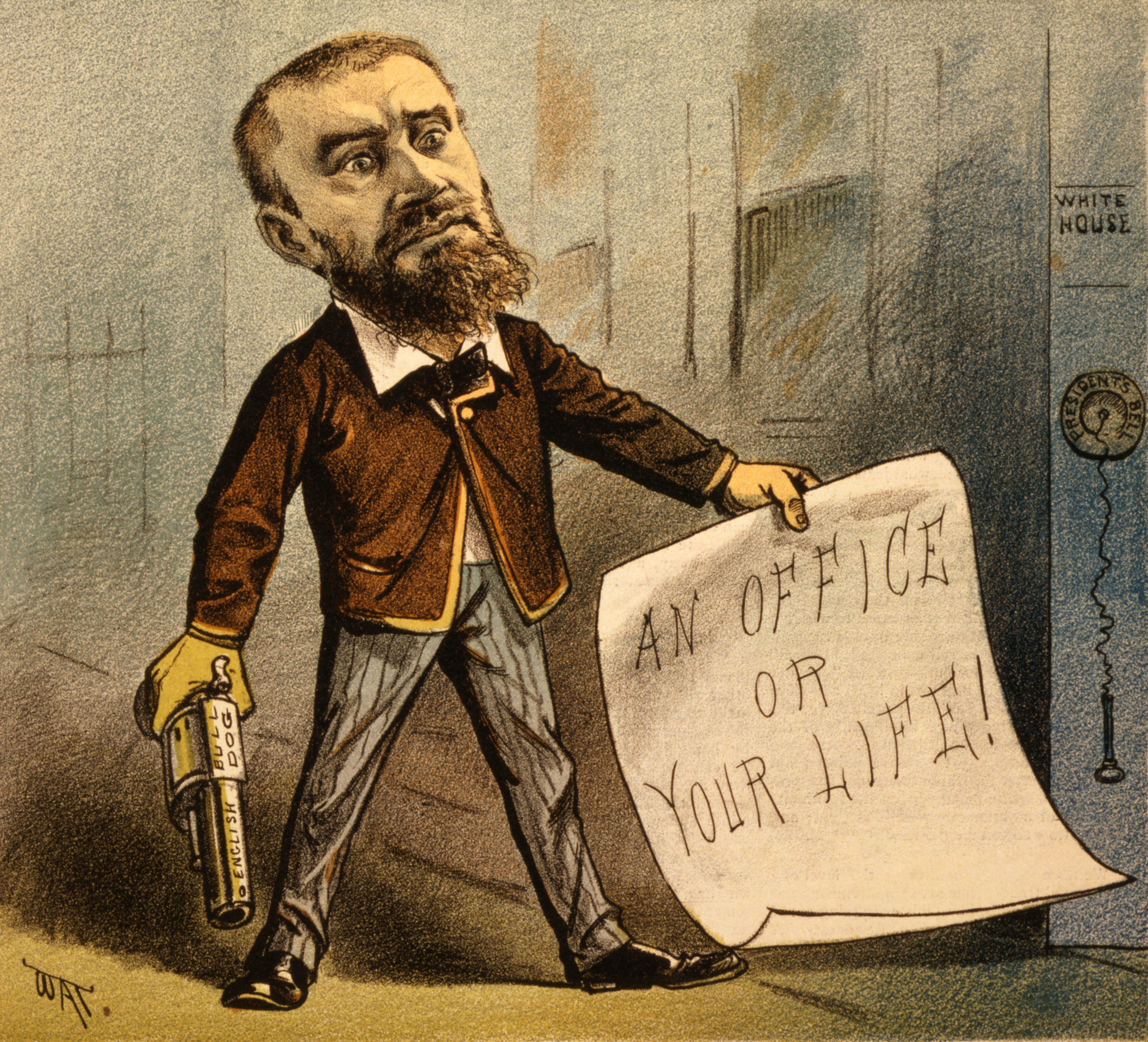
1881年的政治漫畫，吉特奧一手拿著槍一手拿著便條紙上面寫著給我位子或要你的生命，標題為「模範求職者」

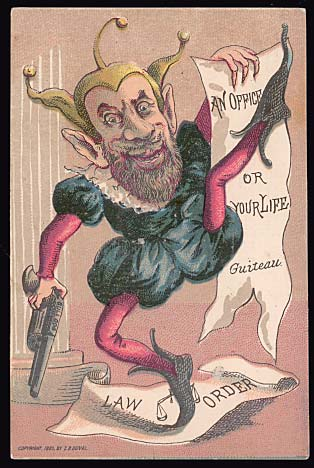
1914年的政治漫畫，諷刺吉特奧是個政治小丑

## 著作
- I am Going to the Lordy（英语：I am Going to the Lordy）

## 外部連結
- 在Find a Grave上的查尔斯·J·吉特奥